# Ribeirão Paiçandu
Der Ribeirão Paiçandu ist ein etwa 46 km langer rechter Nebenfluss des Rio Ivaí im Norden des brasilianischen Bundesstaats Paraná.

## Etymologie
Der Name kommt vermutlich von der Festung Paysandú am Uruguay, in der am 2. Januar 1865 im Uruguayischen Krieg eine wichtige Schlacht stattfand. Damals erzwang Admiral Tamandaré die Kapitulation der Festung. 
Der Name mag auch aus einer Sage entstanden sein. Die ersten Einwohner der Stadt Paiçandu waren Indianer und Caboclos. Unter ihnen gab es den berühmten Heiler Çandu. Im Allgemeinen wurden die Heiler Pai genannt, woraus sich die Bezeichnung Pai Çandu ableitete.

## Geografie

### Lage
Das Einzugsgebiet des Ribeirão Paiçandu befindet sich auf dem Terceiro Planalto Paranaense (Dritte oder Guarapuava-Hochebene von Paraná).

### Verlauf
Sein Quellgebiet liegt im Südwesten des Stadtgebiets von Maringá auf 514 m Meereshöhe an der Grenze zum Munizip Paiçandu. Es ist von einer Grünanlage am Rande des Parque dos Cerealistas umgeben.
Der Fluss verläuft in südwestlicher Richtung. Er bildet in seinem gesamten Verlauf die Grenze zwischen je zwei Munizipien, zunächst zwischen Maringá und Paiçandu und in der zweiten Hälfte zwischen Doutor Camargo und Ivatuba. Er mündet auf 262 m Höhe von rechts in den Rio Ivaí. Er ist etwa 46 km lang.

### Munizipien im Einzugsgebiet
Am Ribeirão Paiçandu liegen die vier Munizipien Maringá, Paiçandu, Doutor Camargo und Ivatuba.